# Trzmielówka łąkowa
Trzmielówka łąkowa (Volucella bombylans) – gatunek muchówki z rodziny bzygowatych.

## Morfologia
Ciało długości od 11 do 16 mm, gęsto owłosione, złotobrunatne do pomarańczowoczarnego. Wygląd trzmielopodobny. Głowa o żółto owłosionych czole i twarzy, brunatnych i błyszczących zapoliczkach, a czułkach pomarańczowych z brunatną wicią. Brunatna plama obecna pośrodku przezroczystych skrzydeł. Odnóża czarne. Krawędź tarczki pozbawiona czarnych, długich szczecinek. Owłosienie tarczki, śródplecza i szerokiego, wydętego odwłoka waha się od żółtego do czarnego.

## Biologia
Larwy przechodzą swój rozwój w gniazdach błonkówek: trzmiela kamiennika i osy dachowej.

## Występowanie
Rozprzestrzeniony w Palearktyce i Nearktyce. W Polsce pospolity na terenie całego kraju